# Peter Veddeler
Peter Veddeler (* 20. Juli 1941 in Forst (Lausitz)) ist ein Historiker und Staatsarchivar. 

## Leben
Nach dem Abitur 1961 am Gymnasium Nordhorn studierte Veddeler Geschichte, Französisch und Historische Hilfswissenschaften an der Universität Göttingen. Er legte das Staatsexamen 1967 ab und promovierte 1969 mit einer Arbeit über „Die territoriale Entwicklung der Grafschaft Bentheim bis zum Ende des Mittelalters“. Seine Laufbahn im Archivdienst begann er als Staatsarchiv-Referendar am Staatsarchiv Detmold. Parallel besucht er die Archivschule Marburg (1969–1971). Von 1971 bis 1979 war er Archivar am Staatsarchiv Detmold. 1979 wechselte er als Oberstaatsarchivrat an das Staatsarchiv  Münster, wo er bis zu seinem Ruhestand (um 2006) arbeitete; zuletzt als Staatsarchivdirektor.
Veddeler war Schriftführer des Naturwissenschaftlichen und Historischen Vereins für das Land Lippe (1976–1978) und Vorsitzender der Vereinsgruppe Detmold (1978–1979). Seit 1983 ist er Mitglied der Historischen Kommission für Westfalen.

## Schriften (Auswahl)
Selbständige Veröffentlichungen
- Die territoriale Entwicklung der Grafschaft Bentheim bis zum Ende des Mittelalters (= Studien und Vorarbeiten z. Hist. Atlas Niedersachsens, H. 25). Göttingen 1970.
- Detmold in alten Ansichten. Zaltbommel/Niederl. 1977 (2. Aufl. 1982).
- Die Lippische Rose. Entstehung und Entwicklung des lippischen Wappens bis zur Gegenwart (= Veröffentlichungen der Staatl. Archive d. Landes NW R. C, Bd. 6). Detmold 1978.
- Das Westfalenross. Geschichte des westfälischen Wappens. Münster 1987.
- Das Niedersachsenroß. Geschichte des niedersächsischen Landeswappens. Niedersächs. Landeszentrale für Polit. Bildung, Hannover 1996.
- Wappen, Siegel, Flaggen Die kommunalen Hoheitszeichen des Landschaftsverbandes, der Kreise, Städte und Gemeinden in Westfalen-Lippe (= Westfälische Wappen und Siegel, 5). Ardey-Verlag, Münster 2003.

Herausgeber/Bearbeiter
- Westfälische Geschichte. Bild- und Dokumentarband (= Veröffentlichungen der Hist. Komm. f. Westf., 43). Düsseldorf 1982.
- Französische Emigranten in Westfalen 1792–1802. Ausgewählte Quellen. Münster 1989.
- Ludwig Freiherr Vincke (1774–1844). Ausstellung zum 150. Todestag des ersten Oberpräsidenten der Provinz Westfalen, veranstaltet vom Nordrhein-Westfälischen Staatsarchiv Münster. Münster 1994.
- Domkapitel Münster, Akten: Findbuch (Bd. 1–3) (= Veröffentlichungen des Landesarchivs Nordrhein-Westfalen, 5). Münster 2006.

Beiträge
- Die mittelalterlichen Grafen von Bentheim. Ein Beitrag zur Genealogie des Bentheimer Grafenhauses. In: Osnabrücker Mitteilungen, 116 (2011), S. 53–79.
- Die „Bentheimer Pfennige“. Das Wappen der westfälischen Grafen von Bentheim. In: Westfalen, 89 (2011), S. 105–183, 351–355.
- Das Leben des Grafen Bernhard I. von Bentheim (um 1330–1421). In: Osnabrücker Mitteilungen, 117 (2012), S. 39–63.
- Victor-François Duc de Broglie (1718–1804), Marschall von Frankreich, und seine Verbindungen mit Westfalen. In: Westfalen, 93 (2015), S. 47–138.